# International Organization for Standardization
 "ISO" omdirigeres hertil. For andre betydninger af ISO, se ISO (flertydig).
International Organization for Standardization (ISO; dansk: Den internationale standardiseringsorganisation) er en international standardiseringsorganisation, sammensat af repræsentanter fra forskellige nationale standardiseringsorganisationer. ISO blev oprettet 23. februar 1947 med det formål at udbrede verdensomspændende proprietære, industrielle og kommercielle standarder. Hovedkvarteret ligger i Geneve, Schweiz. 

## Historie
Organisationen der i dag er kendt som ISO begyndte i 1926 som International Federation of the National Standardizing Associations (ISA; dansk: De nationale standardiseringsforeningers internationale føderation). Denne organisation fokuserede fortrinsvist på mekanisk ingeniørkunst. Organisationen blev opløst i 1942 under 2. Verdenskrig, men blev så reorganiseret under sit nuværende navn, ISO, i 1946.

## Finansiering
ISO finansieres ved en kombination af:
- Organisationer der leder specifikke projekter eller udlåner eksperter til at deltage i det tekniske arbejde.
- Medlemsbetalinger fra medlemsorganer (det nationale hovedorgan der bedst repræsenterer den nationale standardisering i medlemslandet. I Danmark er det Dansk Standard). Disse medlemsbetalinger er proportioneret i forhold til hvert lands bruttonationalprodukt.
- Salg af standarder.

## Liste over ISO-standarder
- ISO 216 – standarden for papirstørrelser, f.eks A4-papir
- ISO 639 – standard, der beskriver korte koder for navne på sprog
- ISO 639-2 – systematisk tildeling af sprogkode på tre bogstaver
- ISO 3166 – standard for geografisk kodning af landes og selvstyrers navne via landekoder mm.
- ISO 3166-1 – standard, der definerer koder for lande og selvstyrer
- ISO 3166-2 – standarden, som varetager kodningen af underinddelinger af lande
- ISO 4217 – Standard for valutakoder
- ISO 9000 – Kvalitetsstyring
- ISO 9660 – Filsystem for cd-rom
- ISO 8859 – Standard for nationale tegnsæt
- ISO 8859-1 – Standard for vesteuropæiske sprog, herunder dansk
- ISO 14001 – Miljøstandard
- ISO 14772 – Virtual Reality Modeling Language, et filformat til beskrivelse af tredimensionel grafik
- ISO 21500 – Vejledning i projektledelse